# نیروهای مسلح یونان
نیروهای مسلح یونان (یونانی: Eλληνικές Ένοπλες Δυνάμεις) مجموعه نیروهای مسلح یونان است، که از ارتش یونان، نیروی دریایی یونان و نیروی هوایی یونان تشکیل می‌شود.